# Shuichi Abe
Shuichi Abe (阿部 守一, Abe Shuichi) né le 21 décembre 1960 à Kunitachi à Tokyo, est un homme politique japonais indépendant. Il est gouverneur de la préfecture de Nagano depuis septembre 2010. 

## Biographie
Titulaire d'une licence en droit de l'université de Tokyo en 1984, il entre au ministère de l'Intérieur.
De 2001 à 2004, il est gouverneur adjoint de la préfecture de Nagano puis adjoint au maire de Yokohama d'avril 2007 à août 2009.  
Le 8 août 2010, il est élu gouverneur de la préfecture de Nagano. Il est réélu pour un nouveau mandat de quatre ans en 2014, 2018 et 2022.